# Wody przejściowe
Wody przejściowe – wody powierzchniowe, znajdujące się w pobliżu ujścia rzek i cieśnin, które są częściowo zasolone, ale pod dużym wpływem wód słodkich. W Polsce do tych wód zaliczają się również morskie wody wewnętrzne Zatoki Gdańskiej. Wody przejściowe zostały ujęte jako jeden z rodzajów wód powierzchniowych w art. 24 pkt 1 lit. a Ustawy z dnia 20 lipca 2017 roku – Prawo wodne. Na całym świecie występują na terenie portów i zostały na tych terenach silnie zanieczyszczone. Obejmują szereg różnych typów siedlisk, tj. ujścia rzek, delty, laguny, przybrzeżne jeziora i stawy.